# ستيوارت إرنست سميث
ستيوارت إرنست سميث هو لاعب هوكي الجليد كندي، ولد في 25 سبتمبر 1915، وتوفي في 27 يناير 2007.

## وصلات خارجية
- ستيوارت سميث على موقع دوري الهوكي الوطني (الإنجليزية)
- ستيوارت سميث على موقع HockeyDB.com (الإنجليزية)
- ستيوارت سميث على موقع Hockey-Reference.com (الإنجليزية)